# 사이타마현 제11구
사이타마현 제11구(일본어: 埼玉県第11区)는 일본의 중의원 선거구이다. 1994년 일본 공직선거법이 개정되면서 신설되었다.

## 지역
- 치치부 시
- 혼조시
- 후카야시
- 구마가야시 (옛 고난마치 일대만 해당)
- 지치부군
- 고다마군
- 오사토군